# Persone di nome Maestro/Pittori
| Questa pagina contiene informazioni ricavate automaticamente dalle voci biografiche con l'ausilio del template Bio e di un bot. L'aggiornamento è periodico e automatico e ricostruisce completamente la pagina. Se manca una persona in questa lista, sei pregato di non aggiungerla, ma accertati piuttosto che la sua voce biografica contenga il template Bio e che i dati anagrafici siano correttamente compilati. Se il template Bio manca, inseriscilo tu stesso o, in alternativa, metti l'avviso {{tmp\|Bio}} che ne segnala la mancanza. Se i dati riportati sono sbagliati, correggi direttamente la voce biografica; le modifiche saranno visibili in questa lista entro pochi giorni. Per chiarimenti vedi il progetto antroponimi. La lista contiene solo le 163 persone che sono citate nell'enciclopedia e per le quali è stato implementato correttamente il template Bio. Pagina aggiornata al 6 ago 2025. |

Questa è una lista di persone presenti nell'enciclopedia che hanno il nome Maestro e sono pittori.

## C(3)
- Maestro della Croce di Gubbio, pittore italiano
- Maestro dei Crocifissi blu, pittore italiano
- Maestro dei Crocifissi francescani, pittore italiano

## D(1)
- Maestro di Oropa, pittore italiano

## F(1)
- Maestro dell'Epifania di Fiesole, pittore italiano

## L(1)
- Maestro di La Seu d'Urgell, pittore spagnolo

## M(149)
- Maestro di Alkmaar, pittore olandese
- Maestro del Castello della Manta, pittore italiano
- Maestro della Cappella di Santa Margherita a Crea, pittore italiano
- Maestro di Castelsardo, pittore spagnola
- Maestro di Tolentino, pittore italiano
- Maestro del Libro di casa, pittore tedesco
- Maestro dell'Altare di Sant'Agostino, pittore tedesco
- Maestro dell'Altare di Pähl, pittore austriaco
- Maestro dell'Altare dei Berswordt, pittore tedesco
- Maestro dell'Altare di Aquisgrana, pittore tedesco
- Maestro dell'altare di Fröndenberger, pittore tedesco
- Maestro dell'Altare di Ortenberg, pittore tedesco
- Maestro dell'Altare Irnhoff, pittore tedesco
- Maestro dell'Altare Tucher, pittore tedesco
- Maestro dell'Altare dei Regolari, pittore tedesco
- Maestro dell'alto Reno, pittore tedesco
- Maestro di St. Severin, pittore tedesco
- Maestro del Ciclo di Vyššì Brod, pittore ceco
- Maestro della Passione di Darmstadt, pittore tedesco
- Maestro Bertram, pittore e scultore tedesco (Minden - Amburgo, † 1415)
- Maestro di Meßkirch, pittore tedesco
- Maestro della Leggenda di sant'Orsola, pittore fiammingo
- Maestro dell'Altare di Rajhrad, pittore ceco (Olomouc)
- Maestro del 1302, pittore italiano
- Maestro del 1310, pittore italiano
- Maestro del 1342, pittore francese
- Maestro del 1419, pittore italiano
- Maestro dell'Adorazione di Vienna, pittore austriaco
- Maestro dell'Adorazione Khanenko, pittore fiammingo
- Maestro dell'Altare dei Dieci Comandamenti, pittore tedesco
- Maestro dell'Altare di Bamberga del 1429, pittore tedesco
- Maestro dell'Altare di Beyghem, pittore fiammingo
- Maestro dell'Altare di Bützow, pittore tedesco
- Maestro dell'Altare di Darup, pittore tedesco
- Maestro dell'Altare di Friedberg, pittore tedesco
- Maestro dell'Altare di Graudenz, pittore ceco
- Maestro dell'Altare di Heisterbach, pittore tedesco
- Maestro dell'Altare di Iserlohn, pittore tedesco
- Maestro dell'Altare di Litoměřice, pittore ceco
- Maestro dell'Altare di Nicolas Puchner, pittore ceco
- Maestro dell'Altare di Pallant, pittore tedesco
- Maestro delle Ore di Rohan, pittore e miniatore francese
- Maestro degli Angeli ribelli, pittore italiano
- Maestro dell'Altare di re Alberto, pittore austriaco
- Maestro dell'Altare di san Bartolomeo, pittore e miniatore tedesco
- Maestro dell'Altare di san Giorgio, pittore ceco
- Maestro dell'Altare di santa Barbara, pittore polacco
- Maestro dell'Altare di Schöppingen, pittore tedesco
- Maestro dell'Altare di Schotten, pittore tedesco
- Maestro dell'Altare d'oro, pittore tedesco
- Maestro di Ozieri, pittore italiano (Ozieri - Ozieri)
- Maestro di Ambrass, pittore ceco
- Maestro di Amiens, pittore olandese
- Maestro dell'Annunciazione Ludlow, pittore italiano (n. 1430)
- Maestro dell'Annuncio ai pastori, pittore italiano
- Maestro di Antonio di Borgogna, pittore fiammingo
- Maestro di Avila, pittore spagnolo
- Maestro di Arguis, pittore spagnolo
- Maestro di Badia a Isola, pittore italiano
- Maestro di Becerril, pittore spagnolo
- Maestro di Signa, pittore italiano
- Maestro d'Isacco, pittore italiano
- Maestro della Dormitio di Terni, pittore italiano
- Maestro Oltremontano, pittore francese
- Maestro della Santa Cecilia, pittore italiano
- Maestro di Barberino, pittore italiano
- Maestro del Bigallo, pittore italiano
- Maestro di Offida, pittore italiano (Offida)
- Maestro dei Polittici Crivelleschi, pittore italiano
- Maestro di Tavarnelle, pittore italiano
- Maestro di Marradi, pittore italiano
- Maestro Venceslao, pittore boemo
- Maestro dei Baldraccani, pittore italiano
- Maestro Colin, pittore francese
- Maestro di San Francesco, pittore italiano
- Maestro di Borgomanero, pittore italiano
- Maestro dell'Osservanza, pittore e miniatore italiano
- Maestro di Lecceto, pittore italiano
- Maestro della Croce 434, pittore italiano
- Maestro della Virgo inter Virgines, pittore olandese
- Maestro di Beffi, pittore, miniatore e scultore italiano
- Maestro della Madonna Strauss, pittore italiano
- Maestro della Maddalena, pittore italiano
- Maestro di Varlungo, pittore italiano
- Maestro dei fiori guardeschi, pittore italiano
- Maestro di Saint-Pierre, pittore italiano (Valle d'Aosta - Valle d'Aosta)
- Maestro di Francoforte, pittore fiammingo (Anversa, n. 1460 - Anversa)
- Maestro di San Martino alla Palma, pittore italiano
- Maestro della Natività di Castello, pittore italiano
- Maestro del Giudizio di Paride, pittore italiano
- Maestro della Pala Sforzesca, pittore italiano
- Maestro delle Vele, pittore italiano
- Maestro del Crocifisso Corsi, pittore italiano
- Maestro del Polittico della Cappella Medici, pittore italiano
- Maestro del Trittico Horne, pittore italiano
- Maestro di Anghiari, pittore italiano
- Maestro di Panzano, pittore italiano
- Maestro di San Martino a Mensola, pittore italiano
- Maestro di San Severino, pittore italiano
- Maestro della Leggenda di santa Lucia, pittore fiammingo
- Maestro di Forlì, pittore italiano
- Maestro di San Martino, pittore italiano
- Maestro di Tressa, pittore italiano
- Maestro del Codice di San Giorgio, pittore e miniatore italiano
- Maestro Espressionista di Santa Chiara, pittore italiano
- Maestro di Fossa, pittore e intagliatore italiano
- Maestro del compianto di Cristo di Lindau, pittore tedesco (Germania meridionale)
- Maestro delle Storie di San Ladislao, pittore italiano
- Maestro dell'Incoronazione di Bellpuig, pittore italiano
- Maestro di Città di Castello, pittore italiano
- Maestro di Palazzo Venezia, pittore italiano
- Maestro di Griselda, pittore italiano (Siena)
- Maestro delle mezze figure femminili, pittore olandese
- Maestro di Serumido, pittore italiano
- Maestro dei Cartellini, pittore italiano
- Maestro Teodorico, pittore boemo
- Maestro della Fertilità dell'Uovo, pittore italiano
- Maestro di Hoogstraeten, pittore fiammingo
- Maestro di Figline, pittore italiano
- Maestro di Eggenburg, pittore austriaco
- Maestro delle Cinque Terre, pittore italiano
- Maestro della Vita della Vergine, pittore tedesco
- Maestro di Campodonico, pittore italiano
- Maestro del Bambino Vispo, pittore italiano (Firenze - Firenze)
- Maestro del Farneto, pittore italiano
- Maestro della Croce 432, pittore italiano (Pisa)
- Maestro di Cesi, pittore italiano (Roma - Roma)
- Maestro di Flora, pittore francese
- Maestro di Maderuelo, pittore spagnolo
- Maestro di Pedret, pittore spagnolo
- Maestro di Sopetrán, pittore fiammingo
- Maestro di Tahull, pittore spagnolo
- Maestro Esiguo, pittore italiano
- Maestro di Santa Chiara, pittore italiano
- Maestro di Lisignago, pittore austriaco
- Maestro di Memphis, pittore italiano
- Maestro dell'Adorazione dei Magi del Prado, pittore fiammingo
- Maestro di Staffolo, pittore italiano
- Maestro di Fossato, pittore italiano
- Maestro dei dodici apostoli, pittore italiano (Ferrara, n. 1520 - † 1575)
- Maestro di San Nicolò ai Celestini, pittore italiano
- Maestro della Croce di Castelfiorentino, pittore italiano
- Maestro di Angera, pittore italiano
- Maestro dell'Albero della Vita, pittore italiano
- Maestro del 1336, pittore italiano
- Maestro dell'Aula della Curia, pittore italiano
- Maestro di San Verecondo, pittore italiano
- Maestro di Monte Martello, pittore italiano
- Maestro di Mezzana, pittore italiano (Prato)

## P(1)
- Maestro di Pratovecchio, pittore italiano (Pratovecchio)

## S(5)
- Maestro dell'antifonale Q di San Giorgio Maggiore, pittore italiano
- Maestro di San Torpè, pittore italiano
- Maestro dei Santi Cosma e Damiano, pittore italiano
- Maestro di Soriguerola, pittore spagnolo
- Maestro del dittico Sterbini, pittore italiano

## T(1)
- Maestro del Tesoro di San Francesco, pittore italiano

## V(1)
- Maestro di Vignola, pittore italiano